# Metaphycus larinum
Metaphycus larinum är en stekelart som beskrevs av John S. Noyes 2004. Metaphycus larinum ingår i släktet Metaphycus och familjen sköldlussteklar.
Artens utbredningsområde är Costa Rica. Inga underarter finns listade i Catalogue of Life.